# ويليام أرشيبالد روبرتسون
ويليام أرشيبالد روبرتسون هو سياسي كندي، ولد في 1832، وتوفي في 23 يونيو 1926.